# Campionato del mondo rally 1986
Il campionato del mondo rally 1986 è stata la 14ª edizione del campionato del mondo rally organizzato dalla Federazione Internazionale dell'Automobile.

## La stagione

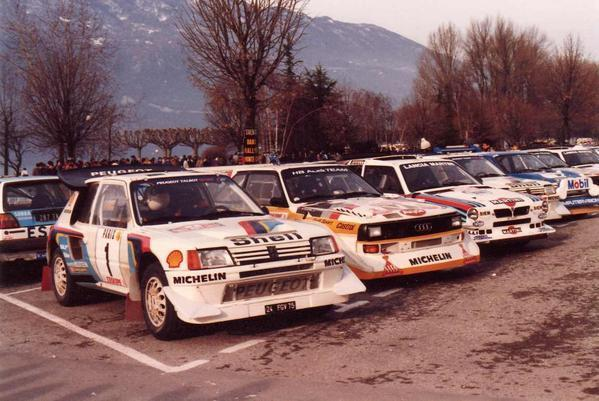
La auto al debutto stagionale nel Rally di Monte Carlo

La stagione comprendeva 13 rally, tutti i dodici della stagione precedente più l'aggiunta dell'Olympus Rally. Questo ha segnato il ritorno del mondiale negli Stati Uniti. Il rally sarebbe in seguito diventato l'unico evento WRC a cui presero parte le Gruppo B negli Stati Uniti.
La stagione 1986 è infatti ricordata per essere stata l'ultima stagione del campionato mondiale rally in cui furono presenti le potenti e popolari vetture del gruppo B, che furono bandite dopo due incidenti mortali: uno al Rally del Portogallo, dove tre spettatori rimasero uccisi e oltre 30 feriti e un secondo al Tour de Corse, dove Henri Toivonen e il suo copilota Sergio Cresto morirono nell'incendio della loro auto in seguito a un'uscita di strada. Il campionato piloti è stato vinto da Juha Kankkunen, seguito da Markku Alén e Timo Salonen. Il titolo costruttori è andato alla Peugeot, dopo una battaglia serrata con la Lancia.
La stagione iniziò con il Rally di Montecarlo e Henri Toivonen conquistò la vittoria con la sua Lancia Delta S4, proponendosi come uno dei favoriti per il titolo. Al Rally di Svezia, Toivonen si ritirò a causa di un problema al motore e Juha Kankkunen vinse con la sua Peugeot 205 Turbo 16 E2, davanti al compagno di squadra di Toivonen Markku Alén. In Portogallo, Joaquim Santos perse il controllo della sua Ford RS200 uccidendo tre spettatori e ferendone più di trenta. Tutte le squadre ufficiali si ritirarono: dapprima fu la Ford quando seppe della tragedia accaduta, seguita a ruota per solidarietà e rifiuto dei piloti anche dalla squadra della MG/British Leyland ufficiale. Anche i piloti Audi, Lancia e Peugeot si rifiutarono di continuare a correre sulle strade piene di tifosi che l’organizzazione portoghese del rally non riusciva a calmierare: Walter Röhrl e Markku Alen, piloti ufficiali di Audi e Lancia, presero subito le redini della protesta dei piloti ufficiali del mondiale contro l’organizzazione lusitana, mentre Henri Toivonen fece da portavoce della protesta. Dopo l’iniziale opposizione dei direttori delle squadre, Roland Gumpert dell’Audi, Cesare Fiorio della Lancia e Jean Todt della Peugeot, alla fine le case ufficiali si ritirarono tutte dopo le proteste ed un niente di fatto dell’organizzazione del rally e Joaquim Moutinho con la Renault 5 Turbo Evo 1 vinse agevolmente l'evento.

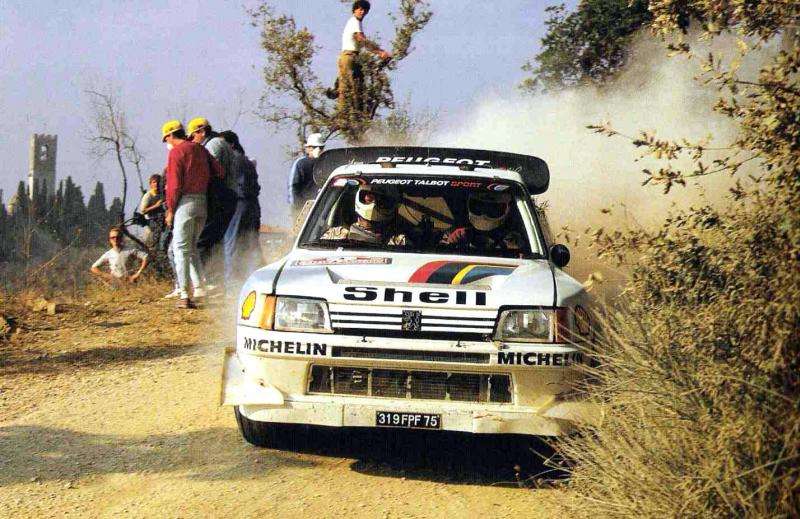
Juha Kankkunen alla guida della Peugeot 205 Turbo 16 durante il controverso Rally di Sanremo

Un altro incidente mortale al Tour de Corse avrebbe cambiato la storia dei rally. Toivonen e il suo copilota Sergio Cresto a bordo della loro Lancia uscirono di strada, finendo in un burrone e capottandosi. Il serbatoio del carburante in alluminio sotto il sedile del pilota fu danneggiato dagli alberi ed esplose. Toivonen e Cresto non ebbero tempo di uscire dalla macchina e bruciarono all'interno. Perciò Jean-Marie Balestre e la FISA, subito dopo l’avvenuta tragedia in una dichiarazione stampa lampo, bandirono le automobili appartenenti al Gruppo B per la stagione 1987 e la loro omologazione nell’anno in corso, con anche divieti per incrementare la velocità delle vetture, tipo l’utilizzo di appendici aerodinamiche come minigonne ed altro o materiali avanzati per rendere le vetture più performanti. Audi e Citroën si ritirarono immediatamente, Ford inizialmente si ritirò ma decise di ritornare su suoi passi e continuare con i rally, partecipando all’Acropolis ma dopo un rally sofferto, decise di ripresentarsi al solo RAC Rally in Inghilterra. Anche British Leyland con le sue MG Metro 6R4 si fermò momentaneamente per migliorare l’affidabilità delle sue vetture, partecipando alle altre gare più importanti di fine campionato, quali il 1000 Laghi in Finlandia, il Sanremo in Italia ed il RAC in Inghilterra, mentre le altre case continuarono fino alla fine della stagione. Il Tour de Corse fu comunque vinto dalla Peugeot di Bruno Saby, che ottenne la sua prima vittoria nel mondiale. Durante la stagione anche Miki Biasion ottenne la sua prima vittoria mondiale, sconfiggendo il compagno di squadra Alén al Rally di Argentina.
La stagione si chiuse con numerose polemiche quando gli organizzatori del Rally di Sanremo squalificarono tutte le vetture Peugeot, a rally ancora in corso, causa di quelle che per la casa francese erano delle protezioni per il serbatoio, ma secondo i commissari erano invece delle minigonne laterali per aumentare il carico. Comunque le macchine furono considerate legali al termine del campionato mondiale dalla FISA, che quindi annullò i risultati della prova italiana. Peugeot divenne così campione costruttori, già vinto comunque prima del Sanremo grazie alle vittorie di Kankkunen all’Acropolis in Grecia ed al Rally di Nuova Zelanda e di Salonen al 1000 Laghi, oltre ad i vari piazzamenti a punti di Saby in Grecia, di Kankkunen in Finlandia ed anche di Stig Blomqvist in Argentina ed al 1000 Laghi (per due corse del mondiale come transfuga da Ford alla Peugeot, come anche per il suo compagno di squadra in Ford Kalle Grundel con la Lancia per il solo 1000 Laghi). Juha Kankkunen fu campione piloti a discapito di Alen con la Delta S4 – che con quei punti che la FISA, per timore di una causa, aveva tolto a lui ed alle altre Lancia, si sarebbe laureato campione sul campo.
Il 1986 fu l'unica stagione in cui la FIA organizzò anche il Campionato del Mondo Piloti di Gruppo A. Lo svedese Kenneth Eriksson, alla guida di una Volkswagen Golf GTI, dapprima nella versione ad 8v e poi a 16v, vinse il titolo precedendo Rudi Stohl e la sua Audi quattro Coupé, una versione meno potente della vecchia Audi Quattro Gruppo B a passo lungo. Dal 1987 in poi, le automobili del Gruppo A sarebbero state le vetture utilizzate dai piloti per le successive edizioni del campionato del mondo rally sino al 1996.

## Squadre e piloti
| Peugeot Talbot Sport                        | Peugeot      | 205 Turbo 16 E2        | M | Timo Salonen            | 1–3, 5–7, 9, 11–12 |
| Peugeot Talbot Sport                        | Peugeot      | 205 Turbo 16 E2        | M | Juha Kankkunen          | 1–4, 6–9, 11–13    |
| Peugeot Talbot Sport                        | Peugeot      | 205 Turbo 16 E2        | M | Bruno Saby              | 1, 5–6, 8, 11      |
| Peugeot Talbot Sport                        | Peugeot      | 205 Turbo 16 E2        | M | Michèle Mouton          | 1, 5               |
| Peugeot Talbot Sport                        | Peugeot      | 205 Turbo 16 E2        | M | Shekhar Mehta           | 4                  |
| Peugeot Talbot Sport                        | Peugeot      | 205 Turbo 16 E2        | M | Stig Blomqvist          | 8-9                |
| Peugeot Talbot Sport                        | Peugeot      | 205 Turbo 16 E2        | M | Andrea Zanussi          | 11                 |
| Peugeot Talbot Sport                        | Peugeot      | 205 Turbo 16 E2        | M | Mikael Sundström        | 12                 |
| Audi Sport                                  | Audi         | Sport quattro S1 E2    | M | Walter Röhrl            | 1, 3               |
| Audi Sport                                  | Audi         | Sport quattro S1 E2    | M | Hannu Mikkola           | 1                  |
| Audi Sport                                  | Audi         | Sport quattro S1 E2    | M | Mikael Ericsson         | 2                  |
| Audi Sport                                  | Audi         | Sport quattro S1 E2    | M | Gunner Pettesson        | 2                  |
| Audi Sport                                  | Audi         | Sport quattro S1 E2    | M | Rudi Stohl              | 4                  |
| Audi Sport                                  | Audi         | Sport quattro S1 E2    | M | Martin Ericsson         | 9                  |
| Audi Sport                                  | Audi         | Sport quattro S1 E2    | M | Lasse Gundler           | 9                  |
| Audi Sport                                  | Audi         | Sport quattro S1 E2    | M | John Buffum             | 13                 |
| Martini Racing                              | Lancia       | Delta S4 Rally 037 evo | P | Markku Alén             | 1–9, 11–13         |
| Martini Racing                              | Lancia       | Delta S4 Rally 037 evo | P | Henri Toivonen          | 1–3, 5             |
| Martini Racing                              | Lancia       | Delta S4 Rally 037 evo | P | Miki Biasion            | 1, 3–8, 11         |
| Martini Racing                              | Lancia       | Delta S4 Rally 037 evo | P | Vic Preston Jr          | 4                  |
| Martini Racing                              | Lancia       | Delta S4 Rally 037 evo | P | Greg Criticos           | 4                  |
| Martini Racing                              | Lancia       | Delta S4 Rally 037 evo | P | John Hellier            | 4                  |
| Martini Racing                              | Lancia       | Delta S4 Rally 037 evo | P | Mikael Ericsson         | 6–7, 9, 12         |
| Martini Racing                              | Lancia       | Delta S4 Rally 037 evo | P | Jorge Recalde           | 8                  |
| Martini Racing                              | Lancia       | Delta S4 Rally 037 evo | P | Kalle Grundel           | 9                  |
| Austin Rover World Championship Team        | MG           | Metro 6R4              | M | Tony Pond               | 1, 3, 5, 11–12     |
| Austin Rover World Championship Team        | MG           | Metro 6R4              | M | Malcolm Wilson          | 1–3, 5, 9, 11–12   |
| Austin Rover World Championship Team        | MG           | Metro 6R4              | M | Per Eklund              | 2, 9, 12           |
| Austin Rover World Championship Team        | MG           | Metro 6R4              | M | Marc Duez               | 3, 11–12           |
| Austin Rover World Championship Team        | MG           | Metro 6R4              | M | Didier Auriol           | 5                  |
| Austin Rover World Championship Team        | MG           | Metro 6R4              | M | Harri Toivonen          | 9, 12              |
| Austin Rover World Championship Team        | MG           | Metro 6R4              | M | David Llewellin         | 12                 |
| Austin Rover World Championship Team        | MG           | Metro 6R4              | M | Jimmy McRae             | 12                 |
| Citroën Competition                         | Citroën      | Citroën BX 4TC         | M | Jean-Claude Andruet     | 1–2, 6             |
| Citroën Competition                         | Citroën      | Citroën BX 4TC         | M | Philippe Wambergue      | 1–2, 6             |
| Citroën Competition                         | Citroën      | Citroën BX 4TC         | M | Maurice Chomat          | 6                  |
| Ford Motor Company                          | Ford         | RS200                  | M | Stig Blomqvist          | 2–3, 6, 12         |
| Ford Motor Company                          | Ford         | RS200                  | M | Kalle Grundel           | 2–3, 6, 12         |
| Ford Motor Company                          | Ford         | RS200                  | M | Joaquim Santos          | 3                  |
| Ford Motor Company                          | Ford         | RS200                  | M | Mark Lovell             | 12                 |
| Ford Motor Company                          | Ford         | RS200                  | M | Stig Andervang          | 12                 |
| Toyota Team Europe                          | Toyota       | Celica TCT             | P | Björn Waldegård         | 4, 10, 13          |
| Toyota Team Europe                          | Toyota       | Celica TCT             | P | Erwin Weber             | 4, 10              |
| Toyota Team Europe                          | Toyota       | Celica TCT             | P | Lars-Erik Torph         | 4, 10, 13          |
| Toyota Team Europe                          | Toyota       | Celica TCT             | P | Robin Ulyate            | 10                 |
| Toyota Team Europe                          | Toyota       | Celica TCT             | P | Steve Millen            | 13                 |
| Nissan Team Europe                          | Nissan Motor | Nissan 240 RS          | D | Jayant Shah             | 4                  |
| Nissan Team Europe                          | Nissan Motor | Nissan 240 RS          | D | George Moschous         | 6                  |
| Nissan Team Europe                          | Nissan Motor | Nissan 240 RS          | D | Stratis Hatzipanayiotou | 6                  |
| Nissan Team Europe                          | Nissan Motor | Nissan 240 RS          | D | Reg Cook                | 7                  |
| Nissan Team Europe                          | Nissan Motor | Nissan 240 RS          | D | Paddy Davidson          | 7                  |
| Nissan Team Europe                          | Nissan Motor | Nissan 240 RS          | D | Alain Ambrosino         | 10                 |
| Nissan Team Europe                          | Nissan Motor | Nissan 240 RS          | D | Louise Aitken-Walker    | 12                 |
| Société Diac                                | Renault      | 5 Maxi Turbo           | M | François Chatriot       | 5                  |
| Rothmans Porsche Rally Team                 | Porsche      | Porsche 911SC RS       | M | Saeed Al-Hajri          | 6                  |
| Jolly Club                                  | Lancia       | Delta S4               | P | Dario Cerrato           | 11                 |
| Mazda Rally Team Europe                     | Mazda        | Mazda Familia 4WD      | M | Ingvar Carlsson         | 1–2, 9, 12         |
| Mazda Rally Team Europe                     | Mazda        | Mazda Familia 4WD      | M | Achim Warmbold          | 1                  |
| Mazda Rally Team Europe                     | Mazda        | Mazda Familia 4WD      | M | Rod Millen              | 7, 13              |
| Volkswagen Motorsport                       | Volkswagen   | Golf GTI               | P | Franz Wittmann          | 1, 3–6, 8          |
| Volkswagen Motorsport                       | Volkswagen   | Golf GTI               | P | Kenneth Eriksson        | 1–9, 11–12         |
| Fuji Heavy Industries                       | Subaru       | RX Turbo               | P | Mike Kirkland           | 4, 7               |
| Fuji Heavy Industries                       | Subaru       | RX Turbo               | P | Possum Bourne           | 4, 7               |
| Fuji Heavy Industries                       | Subaru       | RX Turbo               | P | Frank Tundo             | 4, 7               |
| Renault Elf Philips                         | Renault      | 11 Turbo               | M | Jean Ragnotti           | 5, 11              |
| Concorrenti non registrati come costruttori |              |                        |   |                         |                    |
| Jolly Club                                  | FIAT         | Uno Turbo              | P | Giovanni del Zoppo      | 1, 3, 5–6, 11      |
| Jolly Club                                  | FIAT         | Uno Turbo              | P | Michele Rayneri         | 1, 5–6, 11         |
| Jolly Club                                  | FIAT         | Uno Turbo              | P | Alex Fiorio             | 1, 3, 5, 11        |

## Eventi

### Mappa
|         |        |               |                  |
| Asfalto | Ghiaia | Neve/Ghiaccio | Superficie mista |

### Calendario e risultati
| N° Rally | Nome Rally                                                     | Tappe                           | Podio finale | Podio finale       | Podio finale            | Podio finale                 | Podio finale |
| N° Rally | Nome Rally                                                     | Tappe                           | Posizione    | Pilota             | Copilota                | Auto                         | Tempo        |
| -------- | -------------------------------------------------------------- | ------------------------------- | ------------ | ------------------ | ----------------------- | ---------------------------- | ------------ |
| 1        | 54ème Rallye Automobile de Monte-Carlo (18 gennaio–24 gennaio) | 36 tappe 867 km Asfalto         | 1            | Henri Toivonen     | Sergio Cresto           | Lancia Delta S4              | 10:11:24     |
| 1        | 54ème Rallye Automobile de Monte-Carlo (18 gennaio–24 gennaio) | 36 tappe 867 km Asfalto         | 2            | Timo Salonen       | Seppo Harjanne          | Peugeot 205 Turbo 16 E2      | 10:15:28     |
| 1        | 54ème Rallye Automobile de Monte-Carlo (18 gennaio–24 gennaio) | 36 tappe 867 km Asfalto         | 3            | Hannu Mikkola      | Arne Hertz              | Audi Sport quattro S1 E2     | 10:18:46     |
|          |                                                                |                                 |              |                    |                         |                              |              |
| 2        | 36th International Swedish Rally (14 febbraio–16 febbraio)     | 30 stages 558 km Neve/Ghiaccio  | 1            | Juha Kankkunen     | Juha Piironen           | Peugeot 205 Turbo 16 E2      | 5:09:19      |
| 2        | 36th International Swedish Rally (14 febbraio–16 febbraio)     | 30 stages 558 km Neve/Ghiaccio  | 2            | Markku Alén        | Ilkka Kivimäki          | Lancia Delta S4              | 5:11:13      |
| 2        | 36th International Swedish Rally (14 febbraio–16 febbraio)     | 30 stages 558 km Neve/Ghiaccio  | 3            | Kalle Grundel      | Terry Harryman          | Ford RS200                   | 5:15:35      |
|          |                                                                |                                 |              |                    |                         |                              |              |
| 3        | 19º Rallye de Portugal Vinho do Porto (5 marzo–8 marzo)        | 42 stages 556 km Ghiaia/Asfalto | 1            | Joaquim Moutinho   | Edgar Fortes            | Renault 5 Turbo              | 7:50:44      |
| 3        | 19º Rallye de Portugal Vinho do Porto (5 marzo–8 marzo)        | 42 stages 556 km Ghiaia/Asfalto | 2            | Carlos Bica        | Cândido Júnior          | Lancia Rally 037             | 8:04:11      |
| 3        | 19º Rallye de Portugal Vinho do Porto (5 marzo–8 marzo)        | 42 stages 556 km Ghiaia/Asfalto | 3            | Giovanni Del Zoppo | Loris Roggia            | Fiat Uno Turbo               | 8:07:36      |
|          |                                                                |                                 |              |                    |                         |                              |              |
| 4        | 34th Marlboro Safari Rally (29 marzo–2 aprile)                 | 63 controls 4190 km Ghiaia      | 1            | Björn Waldegård    | Fred Gallagher          | Toyota Celica Twin-Cam Turbo | +5:06 pen    |
| 4        | 34th Marlboro Safari Rally (29 marzo–2 aprile)                 | 63 controls 4190 km Ghiaia      | 2            | Lars-Erik Torph    | Bo Thorszelius          | Toyota Celica Twin-Cam Turbo | +5:34 pen    |
| 4        | 34th Marlboro Safari Rally (29 marzo–2 aprile)                 | 63 controls 4190 km Ghiaia      | 3            | Markku Alén        | Ilkka Kivimäki          | Lancia Rally 037             | +6.12 pen    |
|          |                                                                |                                 |              |                    |                         |                              |              |
| 5        | 30ème Tour de Corse - Rallye de France (1-3 maggio)            | 24 stages 1017 km Tarmac        | 1            | Bruno Saby         | Jean-François Fauchille | Peugeot 205 Turbo 16 E2      | 11:52:44     |
| 5        | 30ème Tour de Corse - Rallye de France (1-3 maggio)            | 24 stages 1017 km Tarmac        | 2            | François Chatriot  | Michel Périn            | Renault 5 Maxi Turbo         | 12:06:32     |
| 5        | 30ème Tour de Corse - Rallye de France (1-3 maggio)            | 24 stages 1017 km Tarmac        | 3            | Yves Loubet        | Jean-Marc Andrié        | Alfa Romeo GTV6              | 12:45:59     |
|          |                                                                |                                 |              |                    |                         |                              |              |
| 6        | 33rd Acropolis Rally (2-4 giugno)                              | 38 stages 575 km Gravel         | 1            | Juha Kankkunen     | Juha Piironen           | Peugeot 205 Turbo 16 E2      | 7:20:01      |
| 6        | 33rd Acropolis Rally (2-4 giugno)                              | 38 stages 575 km Gravel         | 2            | Miki Biasion       | Tiziano Siviero         | Lancia Delta S4              | 7:21:38      |
| 6        | 33rd Acropolis Rally (2-4 giugno)                              | 38 stages 575 km Gravel         | 3            | Bruno Saby         | Jean-François Fauchille | Peugeot 205 Turbo 16 E2      | 7:29:55      |
|          |                                                                |                                 |              |                    |                         |                              |              |
| 7        | 16th AWA Clarion Rally of New Zealand (5-8 luglio)             | 34 stages 597 km Gravel         | 1            | Juha Kankkunen     | Juha Piironen           | Peugeot 205 Turbo 16 E2      | 5:43:45      |
| 7        | 16th AWA Clarion Rally of New Zealand (5-8 luglio)             | 34 stages 597 km Gravel         | 2            | Markku Alén        | Ilkka Kivimäki          | Lancia Delta S4              | 5:45:25      |
| 7        | 16th AWA Clarion Rally of New Zealand (5-8 luglio)             | 34 stages 597 km Gravel         | 3            | Miki Biasion       | Tiziano Siviero         | Lancia Delta S4              | 5:53:36      |
|          |                                                                |                                 |              |                    |                         |                              |              |
| 8        | 6º Marlboro Rally Argentina (6-9 agosto)                       | 26 stages 569 km Gravel         | 1            | Miki Biasion       | Tiziano Siviero         | Lancia Delta S4              | 6:36:26      |
| 8        | 6º Marlboro Rally Argentina (6-9 agosto)                       | 26 stages 569 km Gravel         | 2            | Markku Alén        | Ilkka Kivimäki          | Lancia Delta S4              | 6:36:50      |
| 8        | 6º Marlboro Rally Argentina (6-9 agosto)                       | 26 stages 569 km Gravel         | 3            | Stig Blomqvist     | Bruno Berglund          | Peugeot 205 Turbo 16 E2      | 6:40:42      |
|          |                                                                |                                 |              |                    |                         |                              |              |
| 9        | 36th 1000 Lakes Rally (5-7 settembre)                          | 47 stages 382 km Gravel         | 1            | Timo Salonen       | Seppo Harjanne          | Peugeot 205 Turbo 16 E2      | 3:32:45      |
| 9        | 36th 1000 Lakes Rally (5-7 settembre)                          | 47 stages 382 km Gravel         | 2            | Juha Kankkunen     | Juha Piironen           | Peugeot 205 Turbo 16 E2      | 3:33:09      |
| 9        | 36th 1000 Lakes Rally (5-7 settembre)                          | 47 stages 382 km Gravel         | 3            | Markku Alén        | Ilkka Kivimäki          | Lancia Delta S4              | 3:34:30      |
|          |                                                                |                                 |              |                    |                         |                              |              |
| 10       | 18ème Rallye Côte d'Ivoire (24-27 settembre)                   | 73 controls 3763 km Gravel      | 1            | Björn Waldegård    | Fred Gallagher          | Toyota Celica Twin-Cam Turbo | +1:29 pen    |
| 10       | 18ème Rallye Côte d'Ivoire (24-27 settembre)                   | 73 controls 3763 km Gravel      | 2            | Lars-Erik Torph    | Bo Thorszelius          | Toyota Celica Twin-Cam Turbo | +1:37 pen    |
| 10       | 18ème Rallye Côte d'Ivoire (24-27 settembre)                   | 73 controls 3763 km Gravel      | 3            | Erwin Weber        | Günter Wanger           | Toyota Celica Twin-Cam Turbo | +2:27 pen    |
|          |                                                                |                                 |              |                    |                         |                              |              |
| 11       | 28º Rallye Sanremo (13-17 ottobre)                             | 39 stages 488 km Gravel/Tarmac  | 1            | Markku Alén        | Ilkka Kivimäki          | Lancia Delta S4              | 5:31:35      |
| 11       | 28º Rallye Sanremo (13-17 ottobre)                             | 39 stages 488 km Gravel/Tarmac  | 2            | Dario Cerrato      | Giuseppe Cerri          | Lancia Delta S4              | 5:32:53      |
| 11       | 28º Rallye Sanremo (13-17 ottobre)                             | 39 stages 488 km Gravel/Tarmac  | 3            | Miki Biasion       | Tiziano Siviero         | Lancia Delta S4              | 5:33:17      |
|          |                                                                |                                 |              |                    |                         |                              |              |
| 12       | 35th Lombard RAC Rally (16-19 novembre)                        | 45 stages 517 km Gravel/Tarmac  | 1            | Timo Salonen       | Seppo Harjanne          | Peugeot 205 Turbo 16 E2      | 5:21:11      |
| 12       | 35th Lombard RAC Rally (16-19 novembre)                        | 45 stages 517 km Gravel/Tarmac  | 2            | Markku Alén        | Ilkka Kivimäki          | Lancia Delta S4              | 5:22:33      |
| 12       | 35th Lombard RAC Rally (16-19 novembre)                        | 45 stages 517 km Gravel/Tarmac  | 3            | Juha Kankkunen     | Juha Piironen           | Peugeot 205 Turbo 16 E2      | 5:27:16      |
|          |                                                                |                                 |              |                    |                         |                              |              |
| 13       | 21st Olympus Rally (4-7 dicembre)                              | 39 stages 525 km Gravel/Tarmac  | 1            | Markku Alén        | Ilkka Kivimäki          | Lancia Delta S4              | 5:26:10      |
| 13       | 21st Olympus Rally (4-7 dicembre)                              | 39 stages 525 km Gravel/Tarmac  | 2            | Juha Kankkunen     | Juha Piironen           | Peugeot 205 Turbo 16 E2      | 5:29:36      |
| 13       | 21st Olympus Rally (4-7 dicembre)                              | 39 stages 525 km Gravel/Tarmac  | 3            | John Buffum        | Neil Wilson             | Audi Sport quattro S1 E2     | 5:50:24      |

## Classifiche

### Campionato Piloti
| #                                                       | Pilota                    | Rally | Rally | Rally | Rally | Rally | Rally | Rally | Rally | Rally | Rally | Rally | Rally | Rally | Tot. |
| ------------------------------------------------------- | ------------------------- | ----- | ----- | ----- | ----- | ----- | ----- | ----- | ----- | ----- | ----- | ----- | ----- | ----- | ---- |
|                                                         |                           | MON   | SWE   | POR   | KEN   | FRA   | GRC   | NZL   | ARG   | FIN   | CIV   | ITA   | GBR   | USA   |      |
| 1                                                       | Juha Kankkunen            | 8     | 20    | -     | 8     | -     | 20    | 20    | -     | 15    | -     | *     | 12    | 15    | 118  |
| 2                                                       | Markku Alén               | -     | 15    | -     | 12    | -     | -     | 15    | 15    | 12    | -     | *     | 15    | 20    | 104  |
| 3                                                       | Timo Salonen              | 15    | -     | -     | -     | -     | -     | 8     | -     | 20    | -     | *     | 20    | -     | 63   |
| 4                                                       | Björn Waldegård           | -     | -     | -     | 20    | -     | -     | -     | -     | -     | 20    | *     | -     | 8     | 48   |
| 5                                                       | Miki Biasion              | -     | -     | -     | -     | -     | 15    | 12    | 20    | -     | -     | *     | -     | -     | 47   |
| 6                                                       | Lars-Erik Torph           | -     | -     | -     | 15    | -     | -     | -     | -     | -     | 15    | *     | -     | 10    | 40   |
| 7                                                       | Bruno Saby                | 6     | -     | -     | -     | 20    | 12    | -     | -     | -     | -     | *     | -     | -     | 38   |
| 8                                                       | Mikael Ericsson           | -     | 10    | -     | -     | -     | -     | 10    | -     | 8     | -     | *     | -     | -     | 28   |
| 9                                                       | Kalle Grundel             | -     | 12    | -     | -     | -     | -     | -     | -     | 6     | -     | *     | 8     | -     | 26   |
| 10                                                      | Kenneth Eriksson          | 2     | 4     | -     | -     | 3     | 4     | 4     | 8     | -     | -     | *     | -     | -     | 25   |
| 11                                                      | Stig Blomqvist            | -     | -     | -     | -     | -     | -     | -     | 12    | 10    | -     | *     | -     | -     | 22   |
| 11                                                      | Erwin Weber               | -     | -     | -     | 10    | -     | -     | -     | -     | -     | 12    | *     | -     | -     | 22   |
| 13                                                      | Henri Toivonen            | 20    | -     | -     | -     | -     | -     | -     | -     | -     | -     | *     | -     | -     | 20   |
| 13                                                      | Joaquim Moutinho          | -     | -     | 20    | -     | -     | -     | -     | -     | -     | -     | *     | -     | -     | 20   |
| 15                                                      | Rudi Stohl                | -     | -     | -     | -     | -     | 6     | -     | 6     | -     | 4     | *     | -     | -     | 16   |
| 16                                                      | Carlos Bica               | -     | -     | 15    | -     | -     | -     | -     | -     | -     | -     | *     | -     | -     | 15   |
| 16                                                      | François Chatriot         | -     | -     | -     | -     | 15    | -     | -     | -     | -     | -     | *     | -     | -     | 15   |
| 18                                                      | Hannu Mikkola             | 12    | -     | -     | -     | -     | -     | -     | -     | -     | -     | *     | -     | -     | 12   |
| 18                                                      | Giovanni Del Zoppo        | -     | -     | 12    | -     | -     | -     | -     | -     | -     | -     | *     | -     | -     | 12   |
| 18                                                      | Yves Loubet               | -     | -     | -     | -     | 12    | -     | -     | -     | -     | -     | *     | -     | -     | 12   |
| 18                                                      | John Buffum               | -     | -     | -     | -     | -     | -     | -     | -     | -     | -     | *     | -     | 12    | 12   |
| 22                                                      | Walter Röhrl              | 10    | -     | -     | -     | -     | -     | -     | -     | -     | -     | *     | -     | -     | 10   |
| 22                                                      | Jorge Ortigão             | -     | -     | 10    | -     | -     | -     | -     | -     | -     | -     | *     | -     | -     | 10   |
| 22                                                      | Jean Ragnotti             | -     | -     | -     | -     | 10    | -     | -     | -     | -     | -     | *     | -     | -     | 10   |
| 22                                                      | Saeed Al-Hajri            | -     | -     | -     | -     | -     | 10    | -     | -     | -     | -     | *     | -     | -     | 10   |
| 22                                                      | Jorge Recalde             | -     | -     | -     | -     | -     | -     | -     | 10    | -     | -     | *     | -     | -     | 10   |
| 22                                                      | Robin Ulyate              | -     | -     | -     | -     | -     | -     | -     | -     | -     | 10    | *     | -     | -     | 10   |
| 22                                                      | Mikael Sundström          | -     | -     | -     | -     | -     | -     | -     | -     | -     | -     | *     | 10    | -     | 10   |
| 29                                                      | Gunnar Pettersson         | -     | 8     | -     | -     | -     | -     | -     | -     | -     | -     | *     | -     | -     | 8    |
| 29                                                      | Auguste Turiani           | -     | -     | 8     | -     | -     | -     | -     | -     | -     | -     | *     | -     | -     | 8    |
| 29                                                      | Jean-Claude Torre         | -     | -     | -     | -     | 8     | -     | -     | -     | -     | -     | *     | -     | -     | 8    |
| 29                                                      | Stratis Hatzipanayiotou   | -     | -     | -     | -     | -     | 8     | -     | -     | -     | -     | *     | -     | -     | 8    |
| 29                                                      | Samir Assef               | -     | -     | -     | -     | -     | -     | -     | -     | -     | 8     | *     | -     | -     | 8    |
| 34                                                      | Per Eklund                | -     | -     | -     | -     | -     | -     | -     | -     | 4     | -     | *     | 4     | -     | 8    |
| 35                                                      | Franz Wittmann            | 1     | -     | -     | -     | -     | 2     | -     | 4     | -     | -     | *     | -     | -     | 7    |
| 36                                                      | Jean-Claude Andruet       | -     | 6     | -     | -     | -     | -     | -     | -     | -     | -     | *     | -     | -     | 6    |
| 36                                                      | Jean-Sébastien Couloumiès | -     | -     | 6     | -     | -     | -     | -     | -     | -     | -     | *     | -     | -     | 6    |
| 36                                                      | Mike Kirkland             | -     | -     | -     | 6     | -     | -     | -     | -     | -     | -     | *     | -     | -     | 6    |
| 36                                                      | Paul Rouby                | -     | -     | -     | -     | 6     | -     | -     | -     | -     | -     | *     | -     | -     | 6    |
| 36                                                      | Neil Allport              | -     | -     | -     | -     | -     | -     | 6     | -     | -     | -     | *     | -     | -     | 6    |
| 36                                                      | Wilfried Wiedner          | -     | -     | -     | -     | -     | -     | -     | -     | -     | 6     | *     | -     | -     | 6    |
| 36                                                      | Tony Pond                 | -     | -     | -     | -     | -     | -     | -     | -     | -     | -     | *     | 6     | -     | 6    |
| 36                                                      | Paolo Alessandrini        | -     | -     | -     | -     | -     | -     | -     | -     | -     | -     | *     | -     | 6     | 6    |
| 44                                                      | Rod Millen                | -     | -     | -     | -     | -     | -     | 1     | -     | -     | -     | *     | -     | 4     | 5    |
| 45                                                      | Salvador Servià           | 4     | -     | -     | -     | -     | -     | -     | -     | -     | -     | *     | -     | -     | 4    |
| 45                                                      | Ramiro Fernandes          | -     | -     | 4     | -     | -     | -     | -     | -     | -     | -     | *     | -     | -     | 4    |
| 45                                                      | Frank Tundo               | -     | -     | -     | 4     | -     | -     | -     | -     | -     | -     | *     | -     | -     | 4    |
| 45                                                      | Michel Neri               | -     | -     | -     | -     | 4     | -     | -     | -     | -     | -     | *     | -     | -     | 4    |
| 49                                                      | Alain Oreille             | 3     | -     | -     | -     | -     | -     | -     | -     | -     | -     | *     | -     | -     | 3    |
| 49                                                      | Roger Ericsson            | -     | 3     | -     | -     | -     | -     | -     | -     | -     | -     | *     | -     | -     | 3    |
| 49                                                      | Giovanni Recordati        | -     | -     | 3     | -     | -     | -     | -     | -     | -     | -     | *     | -     | -     | 3    |
| 49                                                      | Shekhar Mehta             | -     | -     | -     | 3     | -     | -     | -     | -     | -     | -     | *     | -     | -     | 3    |
| 49                                                      | Iórgos Moschous           | -     | -     | -     | -     | -     | 3     | -     | -     | -     | -     | *     | -     | -     | 3    |
| 49                                                      | Paddy Davidson            | -     | -     | -     | -     | -     | -     | 3     | -     | -     | -     | *     | -     | -     | 3    |
| 49                                                      | José Celsi                | 3     | -     | -     | -     | -     | -     | -     | 3     | -     | -     | *     | -     | -     | 3    |
| 49                                                      | Harri Toivonen            | 3     | -     | -     | -     | -     | -     | -     | -     | 3     | -     | *     | -     | -     | 3    |
| 49                                                      | Alain Ambrosino           | -     | -     | -     | -     | -     | -     | -     | -     | -     | 3     | *     | -     | -     | 3    |
| 49                                                      | Jimmy McRae               | -     | -     | -     | -     | -     | -     | -     | -     | -     | -     | *     | 3     | -     | 3    |
| 49                                                      | Possum Bourne             | -     | -     | -     | -     | -     | -     | -     | -     | -     | -     | *     | -     | 3     | 3    |
| 60                                                      | Björn Johansson           | -     | 2     | -     | -     | -     | -     | -     | -     | -     | -     | *     | -     | -     | 2    |
| 60                                                      | António Segurado          | -     | -     | 2     | -     | -     | -     | -     | -     | -     | -     | *     | -     | -     | 2    |
| 60                                                      | Greg Criticos             | -     | -     | -     | 2     | -     | -     | -     | -     | -     | -     | *     | -     | -     | 2    |
| 60                                                      | Gilbert Casanova          | -     | -     | -     | -     | 2     | -     | -     | -     | -     | -     | *     | -     | -     | 2    |
| 60                                                      | Reg Cook                  | -     | -     | -     | -     | -     | -     | 2     | -     | -     | -     | *     | -     | -     | 2    |
| 60                                                      | Ernesto Soto              | -     | -     | -     | -     | -     | -     | -     | 2     | -     | -     | *     | -     | -     | 2    |
| 60                                                      | Lasse Lampi               | -     | -     | -     | -     | -     | -     | -     | -     | 2     | -     | *     | -     | -     | 2    |
| 60                                                      | Patrick Copetti           | -     | -     | -     | -     | -     | -     | -     | -     | -     | 2     | *     | -     | -     | 2    |
| 60                                                      | David Llewellin           | -     | -     | -     | -     | -     | -     | -     | -     | -     | -     | *     | 2     | -     | 2    |
| 60                                                      | Clive Smith               | -     | -     | -     | -     | -     | -     | -     | -     | -     | -     | *     | -     | 2     | 2    |
| 70                                                      | Sören Nilsson             | -     | 1     | -     | -     | -     | -     | -     | -     | -     | -     | *     | -     | -     | 1    |
| 70                                                      | António Coutinho          | -     | -     | 1     | -     | -     | -     | -     | -     | -     | -     | *     | -     | -     | 1    |
| 70                                                      | Johnny Hellier            | -     | -     | -     | 1     | -     | -     | -     | -     | -     | -     | *     | -     | -     | 1    |
| 70                                                      | Christian Gardavot        | -     | -     | -     | -     | 1     | -     | -     | -     | -     | -     | *     | -     | -     | 1    |
| 70                                                      | Michele Rayneri           | -     | -     | -     | -     | -     | 1     | -     | -     | -     | -     | *     | -     | -     | 1    |
| 70                                                      | Basil Criticos            | -     | -     | -     | -     | -     | -     | -     | 1     | -     | -     | *     | -     | -     | 1    |
| 70                                                      | Malcolm Wilson            | -     | -     | -     | -     | -     | -     | -     | -     | 1     | -     | *     | -     | -     | 1    |
| 70                                                      | Martial Yacé              | -     | -     | -     | -     | -     | -     | -     | -     | -     | 1     | *     | -     | -     | 1    |
| 70                                                      | Ingvar Carlsson           | -     | -     | -     | -     | -     | -     | -     | -     | -     | -     | *     | 1     | -     | 1    |
| 70                                                      | Paul Choiniere            | -     | -     | -     | -     | -     | -     | -     | -     | -     | -     | *     | -     | 1     | 1    |
| * - Nota: FISA annullò i risultati del Rally di Sanremo |                           |       |       |       |       |       |       |       |       |       |       |       |       |       |      |

### Campionato costruttori
| Posizione                                                       | Costruttore  | Evento | Evento | Evento | Evento | Evento | Evento | Evento | Evento | Evento | Evento | Evento | Totale punti |
| Posizione                                                       | Costruttore  | MON    | SWE    | POR    | KEN    | FRA    | GRC    | NZL    | ARG    | FIN    | ITA    | GBR    | Totale punti |
| --------------------------------------------------------------- | ------------ | ------ | ------ | ------ | ------ | ------ | ------ | ------ | ------ | ------ | ------ | ------ | ------------ |
| 1                                                               | Peugeot      | 17     | 20     | -      | (10)   | 20     | 20     | 20     | (14)   | 20     | *      | 20     | 137          |
| 2                                                               | Lancia       | 20     | 17     | -      | (14)   | -      | 17     | 17     | 20     | 14     | *      | 17     | 122          |
| 3                                                               | Volkswagen   | 9      | 10     | -      | -      | 9      | 11     | 12     | 14     | -      | *      | -      | 65           |
| 4                                                               | Audi         | 14     | 15     | -      | -      | -      | -      | -      | -      | -      | *      | -      | 29           |
| 5                                                               | Ford         | -      | 14     | -      | -      | -      | -      | -      | -      | -      | *      | 10     | 24           |
| 6                                                               | Toyota       | -      | -      | -      | 20     | -      | -      | -      | -      | -      | *      | -      | 20           |
| 7                                                               | Renault      | -      | -      | -      | -      | 14     | -      | -      | -      | -      | *      | -      | 14           |
| 8                                                               | Subaru       | -      | -      | -      | 13     | -      | -      | -      | -      | -      | *      | -      | 13           |
| 9                                                               | Austin Rover | -      | -      | -      | -      | -      | -      | -      | -      | 4      | *      | 8      | 12           |
| 10                                                              | Citroën      | -      | 10     | -      | -      | -      | -      | -      | -      | -      | *      | -      | 10           |
| 11                                                              | Mazda        | -      | -      | -      | -      | -      | -      | -      | -      | -      | *      | 9      | 9            |
| 12                                                              | Opel         | -      | -      | -      | -      | -      | -      | -      | 5      | -      | *      | -      | 5            |
| * - Nota: La FISA ha annullato i risultati del Rally di Sanremo |              |        |        |        |        |        |        |        |        |        |        |        |              |

## Sistema di punteggio

### Campionato piloti
| Punti assegnati | 1st | 2nd | 3rd | 4th | 5th | 6th | 7th | 8th | 9th | 10th |
| --------------- | --- | --- | --- | --- | --- | --- | --- | --- | --- | ---- |
| Punti assegnati | 20  | 15  | 12  | 10  | 8   | 6   | 4   | 3   | 2   | 1    |

### Campionato costruttori
| Overall finish | Punti assegnati | Punti assegnati | Punti assegnati | Punti assegnati | Punti assegnati | Punti assegnati | Punti assegnati | Punti assegnati | Punti assegnati | Punti assegnati |
| Overall finish | 1               | 2               | 3               | 4               | 5               | 6               | 7               | 8               | 9               | 10              |
| -------------- | --------------- | --------------- | --------------- | --------------- | --------------- | --------------- | --------------- | --------------- | --------------- | --------------- |
| 1              | 18              | -               | -               | -               | -               | -               | -               | -               | -               | -               |
| 2              | 17              | 16              | -               | -               | -               | -               | -               | -               | -               | -               |
| 3              | 16              | 15              | 14              | -               | -               | -               | -               | -               | -               | -               |
| 4              | 15              | 14              | 13              | 12              | -               | -               | -               | -               | -               | -               |
| 5              | 14              | 13              | 12              | 11              | 10              | -               | -               | -               | -               | -               |
| 6              | 13              | 12              | 11              | 10              | 9               | 8               | -               | -               | -               | -               |
| 7              | 12              | 11              | 10              | 9               | 8               | 7               | 6               | -               | -               | -               |
| 8              | 11              | 10              | 9               | 8               | 7               | 6               | 5               | 4               | -               | -               |
| 9              | 10              | 9               | 8               | 7               | 6               | 5               | 4               | 3               | 2               | -               |
| 10             | 9               | 8               | 7               | 6               | 5               | 4               | 3               | 2               | 1               | 1               |